# Łysica (Równina Wałecka)
Łysica – wzniesienie o wysokości 157,7 m n.p.m. na Równinie Wałeckiej (jej północnym krańcu), położone w woj. zachodniopomorskim, w powiecie drawskim, w gminie Czaplinek.
Ok. 1,1 km na północny zachód od Łysicy leży wieś Łysinin. Ok. 1 km na południowy wschód znajduje się jezioro Szepc.
Nazwę Łysica wprowadzono urzędowo w 1950 roku, zastępując poprzednią niemiecką nazwę Kahler-Berg.